# Incilius tutelarius
Incilius tutelarius és una espècie d'amfibi anur de la família dels bufònids que habita a Guatemala i el sud de Mèxic. L'espècie està amenaçada per la destrucció de l'hàbitat.
La seva àrea de distribució és fragmentada i inclou l'occident de Guatemala i el vessant del Pacífic d'Oaxaca i Chiapas a Mèxic. El seu hàbitat es compon de bosc de pi i roure i bosc nuvolós, en la proximitat de cursos d'aigua. El seu rang altitudinal oscil·la entre els 1.000 i 2.000 msnm.